# Prise de la Martinique (1794)
Pour les articles homonymes, voir Bataille de la Martinique.
Batailles
La prise de la Martinique est un événement des guerres de la Révolution française. Une force amphibie commandée par l'amiral John Jervis, et soutenue par les planteurs français et les émigrés royalistes, conquiert la Martinique défendue par la garnison française du général Donatien-Marie-Joseph de Rochambeau.

## Contexte
La Martinique connait de nombreux troubles pendant les débuts de la Révolution française. L'assemblée insulaire, dirigée par le puissant planteur Louis-François Dubuc, refuse l'abolition de l'esclavage et l'avènement de la république. Avec d'autres colons, il va signer avec les Anglais le traité de Whitehall.
Sur l'île, le capitaine de vaisseau Lacrosse, chargé par la Convention de faire respecter le pouvoir de la République, organise une véritable campagne de propagande en faveur de la cause républicaine qui porte ses fruits. Ville par ville, la Martinique se rallie et l'Assemblée coloniale doit s'incliner et reconnaître la République le 9 janvier 1793. Le général Donatien-Marie-Joseph de Rochambeau, en devient officiellement le gouverneur..

## Déroulement
En janvier 1794, une escadre britannique sous les ordres de l'amiral Jervis parait au large de l'île. Elle débarque 6 000 hommes près de Fort-de-France. Les 900 hommes de la garnison ne peuvent compter sur le soutien des milices locales et capitulent après 32 jours de siège.

## Conséquences
La Martinique reste anglaise jusqu'à la paix d'Amiens en 1802. La présence anglaise permet à l'île de connaitre une période de calme, contrairement à sa voisine guadeloupéenne mais l'île ne connaît pas l'abolition de l'esclavage décidée par le décret du 4 février 1794. L'économie de plantation se poursuit donc avec l'esclavage et la traite négrière, et près de 20 000 captifs supplémentaires seront importées par les Britanniques durant la période de 1794 à 1802.